# غريس أنتوني
غريس أنتوني (بالإنجليزية: Grace Antony) هي ممثلة هندية، ولدت في 9 أبريل 1997.